# Brownstown (Indiana)
Pour les articles homonymes, voir Brownstown.
La ville de Brownstown est le siège du comté de Jackson, situé dans l'Indiana, aux États-Unis.

## Source
- (en) Cet article est partiellement ou en totalité issu de l’article de Wikipédia en anglais intitulé « Brownstown, Indiana » (voir la liste des auteurs).